# 法拉迪松佐
法拉迪松佐（義大利語：Farra d'Isonzo），是意大利戈里齐亚省的一个市镇。总面积10平方公里，人口1762人，人口密度176.2人/平方公里（2009年）。ISTAT代码为031005。